# Kalanchoe humilis

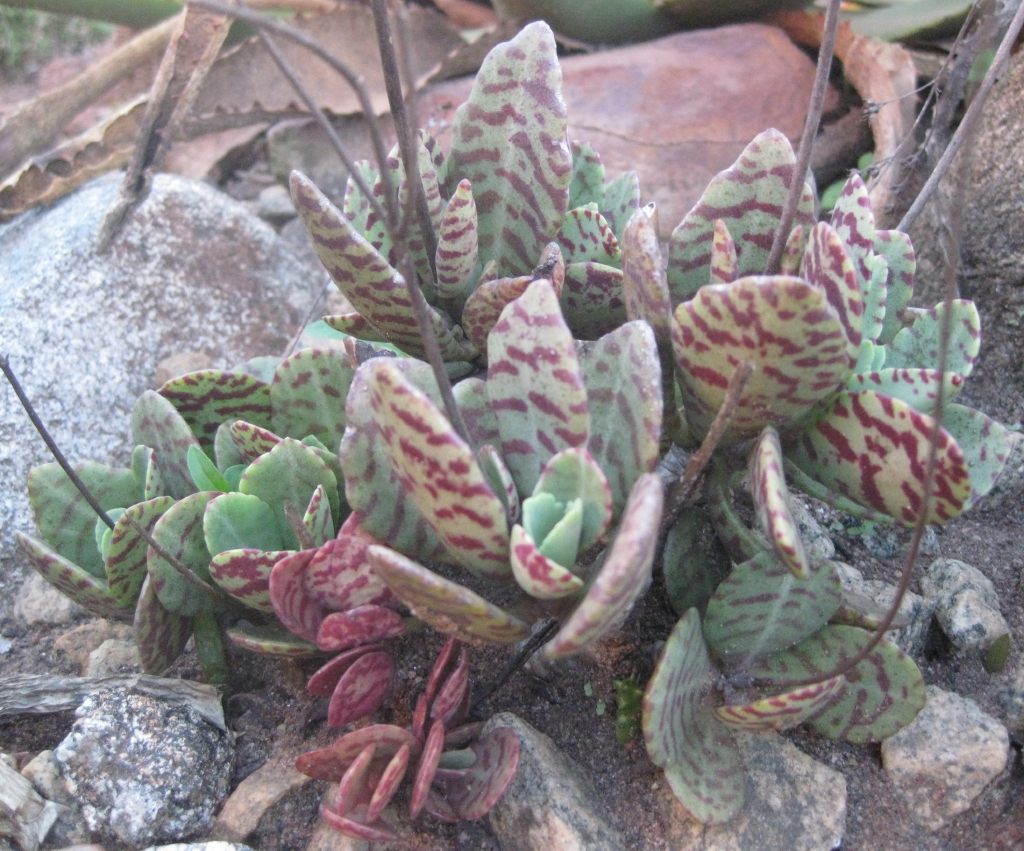
Kalanchoe humilis

Kalanchoe humilis és una espècie de planta suculenta del gènere Kalanchoe, de la família de les Crassulaceae.

## Descripció
És una planta suculenta perenne de poc creixement, amb fulles molt decoratives fortament marcades amb ratlles de color bordeus. Forma un petit arbust de 30 a 90 cm d'alçada (amb la inflorescència).
Les fulles s'amunteguen a l'extrem de la tija, formant rosetes obertes, les més baixes esteses i les superiors suberectes.
La tija, de 2 a 10 cm de llargada (fins a 20 cm de cultiu), sorgeix d'una base llenyosa de fins a 1 cm de gruix, sense ramificar o amb poques branques, de color porpra o lleugerament glauc.
Les fulles són subsèssils, d'uns 3 a 13 cm de llarg i de 2 a 6 cm d'ample, completament glabres, de color verd-grisós amb una lleugera pruïna glauca a banda i banda, fortament marcades amb taques i ratlles marrons, decussades, carnoses, rígides, obovades sovint subtruncades a la part alta dels marges sencers o a vegades obtusament crenats cap a l'àpex, cuneades a sota. Les fulles de les parts baixes de la planta cauen aviat.
La inflorescència amb panícula erecta i ramificada de 12 a 38 cm d'alçada des del centre de la roseta, molt àmplia, molt florífera i amb eix flexuós, amb pruïna glauca.
Les flors són petites, erectes o horitzontals, de color porpra mat a verd, no especialment decoratives. Floreixen a mitjans d'estiu.

## Distribució
Planta endèmica de Tanzània, Malawi (Mt. Mdima) i Moçambic (Sérra de Ribáuè, Mepáluè i riu Ruo). Creix entre les roques i les escletxes i a vegades en illes rocoses en cascades i ràpids. A 800 - 1400 m d'altitud.

## Taxonomia
Kalanchoe humilis va ser descrita per James Britten (Britten) i publicada a Flora of Tropical Africa. London. 2: 397. 1871.

### Etimologia
Kalanchoe: nom genèric que deriva de la paraula cantonesa "Kalan Chauhuy", 伽藍菜 que significa 'allò que cau i creix'.
humilis: epítet llatí que significa 'de baix creixement'.

### Sinonímia
- Kalanchoe figueiredoi Croizat
- Kalanchoe prasina N.E.Br.

## Cultiu
És molt fàcil de cultivar i resistent a la sequera. També és fàcil de cuidar com a planta d'interior.
Necessita molt sol, tot i que prefereix una mica d'ombra. Prefereix les temperatures intermèdies a les càlides, però és resistent a -2 ° C durant períodes curts. Les flors no són gaire atractives i es poden eliminar.
Es propaga traient brots laterals de la base de la planta principal o mitjançant esqueixos de fulles i tiges.